# One, Inc. v. Olesen
One, Inc. v. Olesen, 355 U.S. 371 (1958), est une décision historique (en) de la Cour suprême des États-Unis concernant les droits des LGBT. C'est le premier arrêt de la Cour suprême qui traite de l'homosexualité et le premier qui aborde la question de la liberté d'expression en matière d'homosexualité. Par cette décision, la Cour annule la décision d'un tribunal inférieur selon laquelle le magazine gay ONE violait les lois sur l'obscénité aux États-Unis (en), confirmant ainsi la protection constitutionnelle des écrits pro-homosexuels.
ONE, Inc. (en), une émanation de la Mattachine Society, publie les premiers numéros de ONE, The Homosexual Magazine, un magazine pro-gay, à partir de 1953. Après une campagne de harcèlement de la part du Département des Postes des États-Unis et du Federal Bureau of Investigation, Otto Olesen, maître de poste de Los Angeles, déclare le numéro d'octobre 1954 « obscène, lubrique, lascif et sale » et donc non transmissible en vertu de la loi Comstock de 1873,. Dans ce numéro, la Poste s'oppose à l'article « Sappho Remembered », une histoire d'amour entre lesbiennes, à « Lord Samuel and Lord Montagu », un poème sur une croisière homosexuelle qui, selon le journal, contenait des « mots orduriers » ; et à une publicité pour The Circle, un magazine publiant des histoires d'amour homosexuelles, qui dirigeait le lecteur vers d'autres documents considérés comme obscènes.
Le magazine, représenté par un jeune avocat qui avait rédigé l'article de couverture du numéro d'octobre 1954, Eric Julber, intente une action devant le tribunal de district des États-Unis pour obtenir une injonction à l'encontre du maître de poste. En mars 1956, le juge de district Thurmond Clarke  statue en faveur du défendeur : « La suggestion avancée selon laquelle les homosexuels devraient être reconnus comme un segment de notre peuple et se voir accorder des privilèges spéciaux en tant que classe est rejetée ». Cette décision est confirmée en appel par un panel de trois juges en février 1957. Julber dépose une requête auprès de la Cour suprême des États-Unis le 13 juin 1957. Le 13 janvier 1958, la Cour accepte l'affaire et, sans entendre d'arguments oraux, rend une décision laconique per curiam annulant la décision en appel, citant sa décision historique du 24 juin 1957 dans Roth v. United States (en) 354 U.S. 476 (1957).
Le même jour, la Cour rend une décision similaire per curiam citant également Roth dans l'affaire Sunshine Book Co. v. Summerfield (en), qui concernait la distribution de deux magazines nudistes.
Dans son numéro suivant, ONE informait ses lecteurs en écrivant « Pour la première fois dans l'histoire de l'édition américaine, une décision contraignante pour tous les tribunaux a été rendue (...) affirmant qu'il n'est en aucun cas approprié de décrire comme obscène une histoire d'amour entre deux homosexuels ».
One, Inc. v. Olesen a été le premier arrêt de la Cour suprême des États-Unis à traiter de l'homosexualité et le premier à aborder les droits à la liberté d'expression en ce qui concerne l'homosexualité. Les juges qui ont soutenu le renversement étaient Felix Frankfurter, William O. Douglas, Tom Clark, John Marshall Harlan II et Charles Evans Whittaker (en). En tant qu'affirmation de la décision Roth de 1957, l'affaire elle-même s'est avérée importante pour, selon les termes d'un universitaire, « ses effets sur le terrain ». En protégeant ONE, la Cour suprême a facilité l'épanouissement d'une culture gay et lesbienne et d'un sens de la communauté au moment même où, en période de peur violette, le gouvernement fédéral purgeait les homosexuels de ses rangs.
Deux ans plus tard, Virginia Prince est arrêtée pour avoir envoyé par la poste des documents considérés comme obscènes dans une correspondance avec un homme travesti, qui est lui-même sous surveillance de l'administration postale pour « sollicitation et réception de documents obcènes ». La poste découvre ainsi l'existence du magazine Transvestia, qu'elle cherche à faire interdire. Prince écope finalement en appel de cinq ans de prison avec sursis, mais la poste est déboutée en ce qui concerne Transvestia (voir l'article Casa Susanna pour plus de détails).  